# خودرو زره‌پوش بازیابی

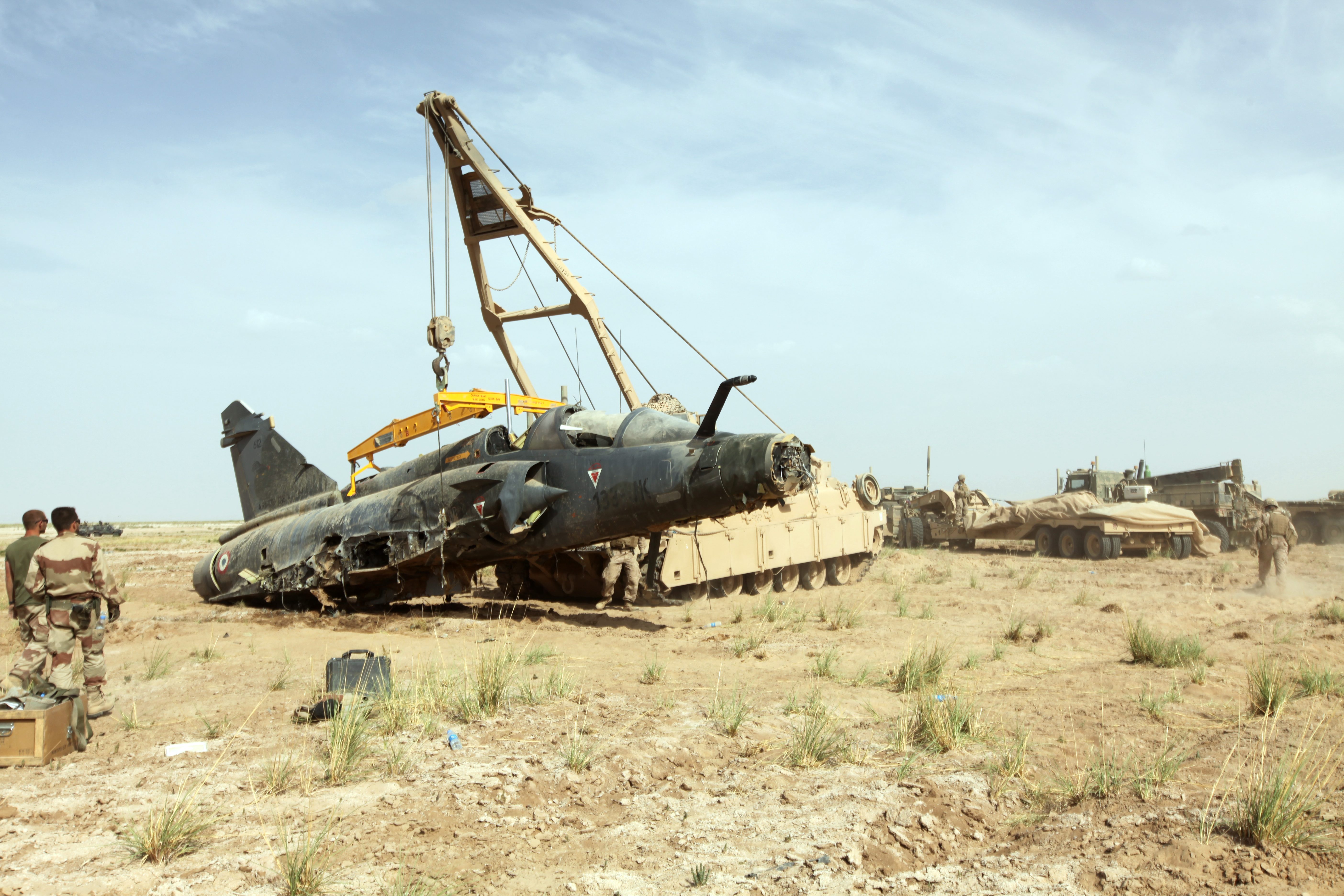
خودرو زره‌پوش بازیابی ام۸۸ ارتش آمریکا در حال بالا کشیدن یک میراژ ۲۰۰۰ ساقط شده در افغانستان

خودرو زره‌پوش بازیابی نوعی خودرو زره‌پوش جنگی و از گروه خودروهای مهندسی رزمی است که برای تعمیر خودروهای آسیب‌دیده در میدان نبرد یا یدک‌کش کردن آنها برای خارج کردن از محدودهٔ خطر و انجام تعمیرات مفصل‌تر استفاده می‌شود. خودروهایی که توانایی تعمیر خودروهای دیگر (علاوه بر یدک‌کش کردن آن‌ها) را هم دارند «خودرو زره‌پوش تعمیر و بازیابی» نامیده می‌شوند.
این نوع خودروها معمولاً با استفاده از شاسی تانک‌های اصلی میدان نبرد ساخته می‌شود البته برخی دیگر هم با شاسی زره‌پوش‌های دیگر مثل نفربرها نیز ساخته می‌شوند اما این دسته توانایی یدک‌کش کردن خودروهای سنگین‌تر مثل تانک‌ها را ندارند و فقط برای نفربرها و زره‌پوش‌های مشابه قابل استفاده هستند.